# Bear Mountain Bridge
De Bear Mountain Bridge is een hangbrug in de staat New York. De brug draagt de Highways 202 en 6 over de Hudson River tussen Rockland en Orange County naar het westen en Westchester en Putnam County naar het oosten. De brug verbindt de Palisades Interstate Parkway en Highway 9W aan de westkant van de Hudson River naar de New York State Highway 9D aan de oostkant.
Toen de brug op 27 november 1924 opende, was het de eerste brug voor autoverkeer die de Hudson River overbrugde ten zuiden van Albany. Tevens was het de langste hangbrug ter wereld en was de eerste hangbrug met een dek van cement. De constructiemethode leidde tot het bouwen van veel grotere projecten, zoals de Golden Gate Bridge.
Er wordt tol geheven om de brug over te steken, dat bedrag wordt alleen betaald door mensen die in oostelijke richting rijden. Tot 30 januari 2012 was dit $ 1.00, die datum werd de prijs verhoogd tot $ 1.50 cash en $ 1.25 voor wie elektronisch betaalt met een E-ZPass.